# David Hidalgo
David Hidalgo, född 6 oktober 1954  i Los Angeles, är multiinstrumentalist och medlem i den amerikanska musikgruppen Los Lobos.
David Hidalgo medverkar på Bob Dylans  skivor Together Through Life (2009), Christmas in the Heart (2009) och Tempest (2012).